# Banggaiflugsnappare
Banggaiflugsnappare (Cyornis pelingensis) är en nyligen urskild fågelart i familjen flugsnappare inom ordningen tättingar.

## Utseende och läte
Banggaiflugsnapparen är en färglös flugsnappare med brun ovansida, ljusare grå undersida och rostbrunt på stjärt, övergump och vinge. Mellan näbb och öga syns en ljus teckning. Ungfågeln uppvisar fläckat huvud och beigefärgade teckningar på vingen. Jämfört med hona vitbrynad flugsnappare har den längre näbb och stjärt samt saknar varmbeige på bröstet. Sången består av en enkel och spröd melodi med fyra stigande eller fallande toner. Även trastlika tunna och ljusa "tseeyup" kan höras.

## Utbredning och systematik
Fågeln förekommer enbart på ön Peleng i Banggaiöarna utanför Sulawesi i Indonesien. Tidigare behandlades den som underart till sulaflugsnapparen (Cyornis colonus).

## Levnadssätt
Banggaiflugsnapparen hittas i skogsområden i lågland och förberg. Där ses den i den skuggiga undervegetationen.

## Status
Arten har ett begränsat utbredningsområde och tros minska i antal. Internationella naturvårdsunionen IUCN kategoriserar den som nära hotad.